# نورة (مادة)
النورة هي مادة بناء تستخدم في صنع أنواع من الملاط والشيد والطلاء. النورة مادة كيميائية (هايدروكسيد الكالسيوم) قلوية بشكل مسحوق أبيض اللون.
طريقة الصنع هي أن يسخن الحجر الجيري (كاربونات الكالسيوم) في أفران خاصة لإنتاج الجير الحي (أول أوكسيد الكالسيوم) ثم يضاف الماء لتكوين النورة. لصنع الملاط يضاف المزيد من الماء إلى النورة لتكوين عجينة غير مستقرة كيميائيا إذ أنها تبدأ مباشرة بالتفاعل مع ثاني أوكسيد الكاربون في الجو وتحول النورة إلى حجر جيري مرة أخرى. لذا فإن عجينة النورة لا يمكن تخزينها ويجب استخدامها فورا.
لصنع طلاء النورة تضاف مواد مختلفة أخرى مثل الملح والسكر والطباشير وغيرها وتزاد كمية الماء كي تكون سائلا حليبيا يمكن طلاءه فوق الشيد.
من أهم ميزات استخدام النورة في الملاط هو القوة، إذ أن ملاط النورة يلتصق بالحجر أو الطابوق الذي يبنى معه ويزداد قوة بمرور الزمن لتحوله إلى حجر. كما أن النورة مقاومة للمؤثرات الخارجية كالحرارة والرطوبة وتسرب المياه والتشقق لذا استخدمت أيضا كشيد وكطلاء، في هذه الحالة يفيد جدا مع البناء باللبن أو الطوب أو الخشب إذ أن المواد الطبيعية تمتصه فيختلط بها ويقويها بمرور الزمن.